# Udløber
En udløber (lat. stolon) er et botanisk-morfologisk fagord for et langt sideskud i eller lige under jordoverfladen. 
Udløbere kan ofte danne rødder og sætte oprette skud og derved lede til vegetativ formering.

## Galleri
Eksempler på planter med udløbere er Have-Jordbær, Væddeløber og Sand-star samt vinstokke . 
- Jordbærplanten er kendt for dens mange udløbere
- Stueplanten væddeløber (Chlorophytum comosum)
- Græsplante med udløber
- Græsplanter med underjordiske udløbere

## Eksterne kilder og henvisninger
- Haveabc.dk